# دی‌متیسترون
دی‌متیسترون (به انگلیسی: Dimethisterone) با فرمول شیمیایی C۲۳H۳۲O۲ یک ترکیب شیمیایی با شناسه پاب‌کم ۶۶۰۷ است. که جرم مولی آن ۳۴۰٫۵۰ g/mol می‌باشد. 